# Governo provvisorio siriano
Il governo provvisorio siriano (in inglese Syrian Interim Government, acronimo SIG) è stato un governo alternativo in Siria, formato dalla Coalizione Nazionale Siriana. Il governo provvisorio controllava indirettamente alcune aree del paese e affermava di essere l'unico governo legittimo per conto dell'opposizione siriana in sfida al Consiglio dei ministri della Repubblica Araba di Siria. La sede centrale del governo provvisorio in Siria si trovava nella città di Azaz nel governatorato di Aleppo. Il 31 gennaio 2025 il governo è stato dissolto e integrato nel Governo di transizione siriano.

## Storia
In una conferenza tenutasi a Istanbul il 19 marzo 2013, la Coalizione nazionale siriana ha eletto Ghassan Hitto come primo ministro di un governo provvisorio siriano. Hitto ha annunciato che sarebbe stato formato un governo tecnico guidato da 10 o 12 ministri, con il ministro della difesa scelto dall'Esercito siriano libero. Inizialmente, il SIG era "basato in esilio e privo di una base organizzativa all'interno della Siria". Si intendeva che i nuovi ministeri non sarebbero stati collocati in un'unica sede, ma distribuiti in regioni sotto il controllo dell'opposizione siriana.
Un cristiano, un curdo e una donna facevano parte del primo gabinetto; Ahmad Ramadan ha affermato che il gabinetto è stato nominato su base meritocratica. La componente assira della Coalizione nazionale ha affermato che non è stata prestata alcuna attenzione nella selezione del gabinetto. La sua Assemblea generale ha una funzione amministrativa. Il primo gabinetto ad interim è stato sciolto nel luglio 2014. Un nuovo gabinetto è stato formato nell'ottobre 2014.
Il SIG è stata la principale autorità civile nella maggior parte delle aree siriane controllate dall'opposizione. Il suo sistema di consigli locali amministrativi gestisce servizi come scuole e ospedali in queste aree. Nel dicembre 2015, il SIG ha fondato la Free Aleppo University (FAU), come alternativa alle università gestite dal governo; si stima che 7.000 studenti si siano iscritti alla FAU all'inizio del 2018, con campus nel territorio controllato dall'opposizione in cinque province. Nel gennaio 2018, il SIG ha trasferito l'amministrazione dell'università da Idlib alla città di Bashqateen, a ovest di Aleppo. Alla fine di settembre 2016, il ministro del governo ad interim siriano per l'amministrazione locale era tra una dozzina di persone uccise da un attentatore suicida dell'ISIS nella città meridionale di Inkhil.
Il governo provvisorio aveva sede in Turchia e ha ricevuto finanziamenti diretti dagli Stati Uniti. Nel gennaio 2015, il governo provvisorio siriano ha ricevuto 6 milioni di dollari dagli Stati Uniti, il primo finanziamento di questo tipo. I fondi dovevano essere utilizzati per gli sforzi di ricostruzione e il rafforzamento del governo locale nelle parti della Siria controllate dall'opposizione come il nord di Aleppo e il nord-ovest di Idlib, con il governo provvisorio che pianificava di espandersi nel nord di Latakia e nel nord di Hama nei mesi successivi. Ad agosto 2017, il governo provvisorio siriano ha smesso di pagare gli stipendi ai lavoratori e il lavoro all'interno del governo provvisorio è diventato volontario. Con l'aumento dell'occupazione turca della Siria settentrionale dal 2016, il SIG si è spostato nei territori controllati dalla Turchia e ha iniziato a esercitare un'autorità parziale lì, inclusa la fornitura di documenti ai cittadini siriani.
Alla fine del 2017, il SIG presiedeva 12 consigli provinciali e oltre 400 consigli locali eletti. Ha tenuto elezioni nel governatorato di Idlib nel 2017. Gestisce anche un importante valico di frontiera tra Siria e Turchia, che genera un fatturato stimato di 1 milione di dollari al mese. Nelle aree di opposizione al di fuori di quelle occupate dalla Turchia, il SIG è in conflitto con il governo islamista siriano di salvezza per il controllo da settembre 2017.
Il 30 dicembre 2017, almeno 30 fazioni che operavano sotto la bandiera del governo siriano ad interim si sono fuse in un gruppo armato unificato dopo quattro mesi di preparativi. Jawad Abu Hatab, primo ministro e ministro della Difesa del SIG, ha annunciato la formazione dell'Esercito Nazionale Siriano (SNA) dopo l'incontro con i comandanti ribelli nella città di Azaz. Il corpo di nuova formazione ha affermato di avere 22.000 combattenti, molti dei quali addestrati ed equipaggiati dalla Turchia.